# Piz Gloria
Piz Gloria je restaurace, nacházející se na hoře Schilthorn ve Švýcarsku. Restaurace je zajímavá tím, že uvnitř restaurace se podlaha otáčí kolem dokola, takže je možné si prohlédnout celou krajinu. Lze se tam dostat pouze lanovkou z Mürrenu.

## James Bond
V roce 1969 se zde točil film V tajné službě Jejího Veličenstva. I do této doby se na tuto událost odkazují a talířky, hrníčky, nálepky na sklech, věci ve fanshopu mají tematiku 007. Před natáčením filmu ještě společnost, která zde chtěla točit, dostavěla přistávací rampu pro vrtulníky, na které ve filmu hráli curling. Pod rampou se nachází sál, ve kterém jsou informační tabule o filmu a také filmová ukázka.